# Пидемский, Борис Михайлович
Борис Михайлович Пиде́мский (7 января 1918, село Петропавловское, Кирилловский уезд, Новгородская губерния — 24 августа 2017, Санкт-Петербург, Россия) — советский военный контрразведчик и книгоиздатель. Член Союза журналистов СССР и Союза журналистов России, член Союза писателей России. Заслуженный работник культуры РСФСР (1976).

## Биография
Родился 7 января 1918 года в селе Петропавловском (ныне село Чарозеро) Кирилловского уезда Новгородской губернии (позднее Череповецкой губернии РСФСР, ныне Кирилловского района Вологодской области России).
В семилетнем возрасте, в связи с переводом родителей, медицинских работников, в соседний Белозерский уезд, переехал вначале в посад Крохино, где пошёл в первый класс, а затем в село Мегра того же района. В Мегре и Белозерске окончил школу-семилетку.
В 1934 году поступил в медицинский техникум Череповца, который окончил в 1937 году. В техникуме был председателем профкома, затем секретарём ВЛКСМ. Одновременно учился в лётно-планерной школе Осоавиахима при «Доме обороны». Сдал зачёты на значки «ГТО», «ГСО» и «ПВХО». По окончании техникума проходил службу по призыву Главного управления ПВО Красной армии в пограничных войсках. После краткой стажировки в Военно-медицинской академии Красной армии имени С. М. Кирова, назначен на должность лекпома погранотряда на границе с Эстонией. Через год переведён на должность старшего лекпома, с присвоением воинского звания военфельдшер (лейтенант медицинской службы) в 51-й Октябрьский полк по охране железнодорожных сооружений на линии Ленинград—Новгород.
В 1939 году принят в ВКП(б). В начале марта 1940 года командирован на Советско-финский фронт и после окончания Советско-финской войны (1939—1940), назначен в город Виипури Карело-Финской ССР на должность начальника аптеки 100-го полка 2-й дивизии железнодорожных войск. Одновременно был избран секретарём первичной парторганизации штаба полка.
18 марта 1941 года по решению командования и политотдела откомандирован на оперативную работу в 3-й (особый) отдел наркомата обороны Ленинградского военного округа. С началом войны продолжил службу в 3-м (особом) отделе Северного фронта (с 23 августа 1941 — Ленинградского). При участии в переброске агента через линию фронта был ранен. После выздоровления продолжил работу в 6-м отделении особого отдела Ленинградского фронта.
15 октября 1941 года направлен на должность оперативного уполномоченного особого отдела Ленинградского фронта в 20-ю дивизию Невской оперативной группы, форсировавшей Неву в районе Невской дубровки. Участвовал в боях на «Невском пятачке» с 27 октября 1941 по 15 ноября 1941. В боях был ранен и контужен. После выписки из госпиталя, с 9 декабря 1941 по 24 ноября 1949 продолжил службу в Ленинграде, в особом отделе Ленинградского фронта, затем в Управлении военной контрразведки «Смерш» Ленинградского фронта в должности старшего оперуполномоченного, заместителя начальника отделения, начальника 1-го отделения. Последовательно получил звания политрук, старший политрук, капитан, майор.
24 ноября 1949 был уволен из военной контрразведки на общевоинский учет без оснований, без пенсии, без объяснения причин — в связи со сфабрикованным «Ленинградским делом». 29 декабря 1949, благодаря содействию армейского командования, возвращён на военную службу, назначен старшим военным цензором 25-й воздушно-истребительной армии ПВО с присвоением звания подполковника и продолжал службу до 1952 года. Заочно окончил исторический факультет Ленинградского государственного университета, получив специальность «историк».
В 1952 году по требованию МГБ СССР, приказом 1-го заместителя военного министра маршала Василия Соколовского возвращён на службу в органы военной контрразведки, «как ошибочно уволенный». Назначен на должность начальника отделения, затем заместителя начальника отдела (сектора) Управления контрразведки Ленинградского военного округа. 2 января 1954 выдвинут на должность начальника особого отдела Военно-морских академий и учебных заведений СССР, а затем, в феврале 1957, назначен начальником военной контрразведки 6-й отдельной армии ПВО. Уволен в запас из вооружённых сил 5 апреля 1964, в связи с болезнью и выслугой лет, в звании полковника. Общий стаж военной службы — 27 лет.
С декабря 1964 до октября 1968 — директор Ленинградского отделения издательства «Советский художник». Убедившись в возможности и государственной целесообразности резкого увеличения названий, видов, тиражей изданий по искусству, добился прямого подчинения издательства Комитету по печати при Совете Министров СССР, что позволило расширить выпуск продукции, увеличить штат специалистов, финансовый план и прибыль государству. В 1968 году разработал предложение о создании в Ленинграде первого в стране издательства центрального подчинения по выпуску и реализации за валюту на внутреннем и внешнем рынках изобразительной продукции на иностранных языках. При поддержке Ленинградского обкома и ЦК КПСС, несмотря на резкое сопротивление председателя Госкомиздата Николая Михайлова, решение о создании Ленинградского издательства «Аврора» было принято.
В октябре 1968 был назначен директором издательства «Аврора» без освобождения от должности директора «Советского художника». Издательство «Аврора» было создано в 1969 (тогда же Б. Пидемский был освобождён от обязанностей руководителя «Советского художника»), получило отделение в Москве, право распоряжаться 10 % заработанной валюты и два этажа здания на Невском проспекте. Первый альбом нового издательства вышел уже в марте 1969. «Аврора» выпускала издания на 11 языках, получила международный авторитет и премию Гутенберга, и стала одним из известнейших мировых издательств. Впервые советское издательство по изобразительному искусству по своей инициативе вступило в международную издательскую кооперацию, начав совместные издания с иностранными фирмами.
Проработал в должности директора «Авроры» до 1981 года. Затем был назначен заместителем начальника Главиздатэкспорта. Вышел на пенсию в 1985 году. В 1990 году в связи с началом развала издательства «Аврора» при новом руководстве, по просьбе руководства Госкомиздата и настояниям коллектива издательства, снова возглавил «Аврору» в должности генерального директора. Проработав ещё 5 лет и убедившись в 90-е годы, в создавшихся в стране условиях, в бесполезности усилий возвратить «Аврору» на прежний уровень, попросил освободить его от занимаемой должности. Был переведён на должность председателя вновь созданного Издательского совета Санкт-Петербурга. Вновь вышел на пенсию в 2004 году, проработав на издательском поприще 35 лет.
В 2001—2017 годах заместитель председателя Регионального объединения ветеранов военной контрразведки ЗВО.

## Звания и награды
Звания:
- Заслуженный работник культуры РСФСР (1976).
- Премия ФСБ России (номинация «Художественная литература и журналистика», 2008) — за книгу «Под стук метронома».
- «Ветеран Великой Отечественной войны».
- «Ветеран военной контрразведки „СМЕРШ“».
- «Почётный гражданин г. Белозерска».
- «Почётный житель округа „Гражданка“ Санкт-Петербурга».

Ордена:
- Орден Отечественной войны I степени (1985, ?).
- Орден Отечественной войны II степени.
- Орден Красной Звезды.
- Орден Дружбы народов (14 ноября 1980 года) — за большую работу по подготовке и проведению Игр XXII Олимпиады[2].
- Орден «Ветеранский Крест» I степени.

Медали:
- Медаль «За отвагу».
- Медаль «За оборону Ленинграда».
- Медаль «За победу над Германией в Великой Отечественной войне 1941—1945 гг.».
- Медаль «Ветеран Вооружённых Сил СССР».
- Медаль «За боевые заслуги».
- Медаль «За безупречную службу» I степени.
- Почётный знак «Отличник печати СССР».
- 24 юбилейных медали.

Звания и награды общественных организаций:
- Лауреат российского форума «Общественное признание».
- Орден «Великая Победа» (Национальный комитет общественных наград РФ).
- Медаль «За жертвенное служение» (Московская патриархия).
- Почётный знак «За активное участие в ветеранском движении» (Российский комитет ветеранов войны и военной службы).
- Медаль ветерана Невского пятачка.
- Медали Болгарии, Финляндии, ГДР, Японии, звание и звание «Заслуженный деятель культуры Польши».
- Другие награды.